# Txalaparta

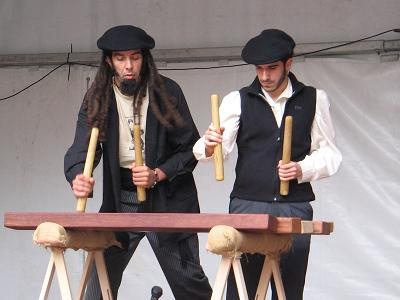
Txalaparta-Spieler

Txalaparta [tʃala'paɾta] ist ein baskisches Perkussionsinstrument aus einem Satz von drei oder mehr, über zwei Querträger gelegten hölzernen Schlagbalken, die von zwei Musikern mit jeweils zwei senkrecht gehaltenen Stöcken geschlagen werden. Die Klangstäbe sind auf unterschiedliche Tonhöhen gestimmt, der perkussive Aspekt steht jedoch im Vordergrund. Instrumentenkundlich ist das txalaparta ein Aufschlagidiophon, dessen Form einem Holmxylophon entspricht. 
Die etwa 50 cm langen Stöcke heißen auf Baskisch makilak, [ma'kiʎak].
Der Ursprung des Instruments ist unbekannt. Laut dem Musiker und Musikwissenschaftler Juan Mari Beltrán stammen die ersten Berichte über das Instrument von Aita Donostia, Manuel Lekuona (1894–1987) und Jose Migel Barandiaran aus dem frühen 20. Jahrhundert und nennen vor allem Gipuzkoa und Teile von Navarra als Verbreitungsgebiet.
Traditionell ist das Txalaparta-Spiel besonders mit den Festen zum Abschluss der Arbeit bei der Sidra-Herstellung verbunden, jedoch auch bei anderen festlichen Anlässen vertreten, insbesondere mit Hochzeiten.
In den 1960er Jahren waren nur noch wenige Musiker (txalapartaris) aktiv, vor allem im Raum San Sebastián. Im Rahmen der Wiederentdeckung baskischer Traditionen (Nueva Canción Vasca, Ez dok amairu) wurde die Txalaparta durch Musiker wie die Brüder Artze (Artze Anaiak) als Instrument der zeitgenössischen baskischen Musik etabliert und in Theater- und Konzertsälen etabliert. Die Zahl der Musiker, die das Instrument verwenden, nahm in der Folge im ganzen Baskenland stark zu und es wird heute neben der traditionellen baskischen Musik in vielen anderen Bereichen (vom Rock über Filmmusik bis zum modernen Tanz) gespielt und auch improvisatorisch in musiktherapeutischen Zusammenhängen genutzt und erhielt 2019 eine Belobigung beim Wettbewerb Neue Therapie-Instrumente, den die Deutsche Musiktherapeutische Gesellschaft in Kooperation mit der Musikmesse Frankfurt ausrichtet.